# Бетсі Росс (прапор)
Прапор Бетсі Росс — ранній дизайн прапора Сполучених Штатів, в народі — але дуже ймовірно, неправильно — віднесений до Бетсі Росс. Використовував загальні мотиви чергування червоно-білих смугастих смуг із п'ятипроменевими зірками в синьому кантоні. Перше документальне використання цього прапора відбулось в 1792 році. Прапор має 13 зірок, розташованих по колу, що представляли 13 колоній.